# Động Linh Sơn
Động Linh Sơn nằm ở xóm Núi Hột, xã Linh Sơn, thành phố Thái Nguyên, tỉnh Thái Nguyên, Việt Nam.
Động Linh Sơn được Bộ Văn hóa, Thể thao và Du lịch xếp hạng là di tích lịch sử quốc gia năm 1999.

## Tìm hiểu chung
Động có hai hang đá tự nhiên đó chính là Hang Thiên và hang Địa. Hang Thiên rộng trên 360m², hang có nền bằng phẳng rồi phát triển nên như bậc tam cấp. Tại đây có bệ thờ Phật bằng đá, các nhũ đá tạo ra nhiều hình thù đẹp tự nhiên như Hình tượng Phật, hình con hổ, kỳ lân, động Thủy tiên, buồng tiên nữ... Đặc biệt các nhũ đá tạo thành hình đôi rồng vờn mây, uốn lượn như đang chào đón du khách đến với thế giới huyền ảo của đá. Cuối hang Thiên về phía Tây có đường lên đỉnh núi Hột ở độ cao trên 16m. Hang Địa rộng gần 500m², nền hang rộng, thấp dần từ trái qua phải tạo thành 3 chiếu nghỉ rộng rãi. Không gian trong hang Địa tĩnh tại, nhiên nhiên kỳ thú với những nhũ đá hình bút tháp, giống như hình mẹ bồng con.
Trên vách đá bên phải trước cửa động có tấm bia cổ khắc chữ "Trùng tu Linh Sơn động" bằng chữ Hán, nội dung ghi lại việc đóng góp công đức tu sửa chùa trong động Linh Sơn. Các nhà chuyên môn xác định rằng bia đá này đã có niên đại cuối thời nhà Lê.

## Chiến tranh
Trong hai cuộc kháng chiến chống thực dân Pháp và Mỹ, động còn là nơi đóng quân, để kho tàng của một số cơ quan đơn vị bộ đội của tỉnh Thái Nguyên, liên khu và quân tình nguyện của Trung Quốc.